# Tour de France de 1906
O Tour de France 1906, foi a quarta edição da Volta da França realizada entre os dias 4 de julho e 29 de julho de 1906.
Participaram desta competição 82 ciclistas, chegaram em Paris 14 competidores. O vencedor René Pottier, ciclista da França, alcançou uma velocidade média de 24,463 km/h.
Foram percorridos 4.545 km, sendo a prova dividida em 13 etapas.
A largada aconteceu no Vélodrome Buffalo , e a linha final da competição foi no Parc des Princes.
O ciclista Émile Georget e Léon Georget foram os primeiros irmãos a terminarem a corrida.

## Resultados

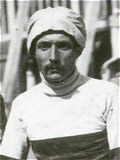
René Pottier
ciclista francês (1879-1907)
vencedor da competição

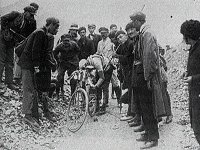
Eugène Christophe
ciclista francês (1885-1970)
. 9º colocado

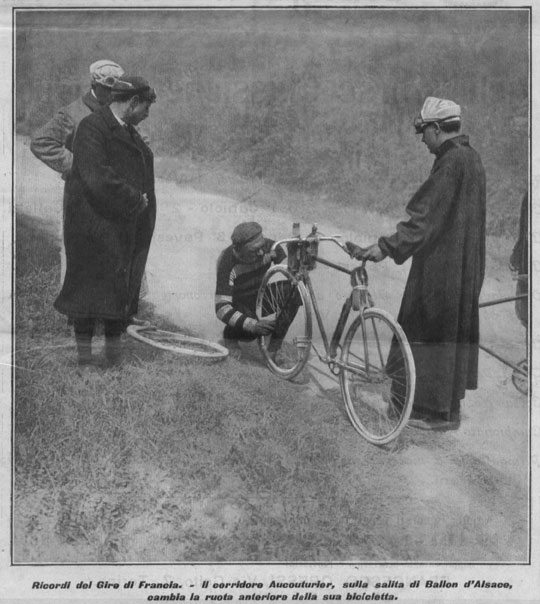
Hippolyte Aucouturier
ciclista francês (1876-1944)
troca de rodas em "Ballon d'Alsace"

### Classificação geral
| Posição | Nome                | País    | Pontos |
| ------- | ------------------- | ------- | ------ |
| 1       | René Pottier        | França  | 31     |
| 2       | Georges Passerieu   | França  | 39     |
| 3       | Louis Trousselier   | França  | 61     |
| 4       | Lucien Petit-Breton | França  | 65     |
| 5       | Émile Georget       | França  | 80     |
| 6       | Aloïs Catteau       | Bélgica | 129    |
| 7       | Édouard Wattelier   | França  | 137    |
| 8       | Léon Georget        | França  | 152    |
| 9       | Eugène Christophe   | França  | 156    |
| 10      | Anthony Wattelier   | França  | 168    |

### Etapas
| Etapa | Data        | Percurso             | km  | Vencedor da etapa        | Líder classificação geral |
| 1ª    | 4 de julho  | Paris - Lille        | 275 | Émile Georget            | Émile Georget             |
| 2ª    | 6 de julho  | Douai - Nancy        | 400 | René Pottier             | René Pottier              |
| 3ª    | 8 de julho  | Nancy - Dijon        | 416 | René Pottier             | René Pottier              |
| 4ª    | 10 de julho | Dijon - Grenoble     | 311 | René Pottier             | René Pottier              |
| 5ª    | 12 de julho | Grenoble - Nice      | 345 | René Pottier             | René Pottier              |
| 6ª    | 14 de julho | Nice - Marseille     | 292 | Georges Passerieu        | René Pottier              |
| 7ª    | 16 de julho | Marseille - Toulouse | 480 | Louis Trousselier        | René Pottier              |
| 8ª    | 18 de julho | Toulouse - Bayonne   | 300 | Jean-Baptiste Dortignacq | René Pottier              |
| 9ª    | 20 de julho | Bayonne - Bordeaux   | 338 | Louis Trousselier        | René Pottier              |
| 10ª   | 22 de julho | Bordeaux - Nantes    | 391 | Louis Trousselier        | René Pottier              |
| 11ª   | 24 de julho | Nantes - Brest       | 321 | Louis Trousselier        | René Pottier              |
| 12ª   | 26 de julho | Brest - Caen         | 415 | Georges Passerieu        | René Pottier              |
| 13ª   | 29 de julho | Caen - Paris         | 259 | René Pottier             | René Pottier              |

CR = Contra-relógio individual
CRE = Contra-relógio por equipes